# Oravská Jasenica
Oravská Jasenica é um município da Eslováquia, situado no distrito de Námestovo, na região de Žilina. Tem 23,68 km² de área e sua população em 2018 foi estimada em 1.873 habitantes.

## Demografia
| Ano:        | 1994 | 2004    | 2014    | 2024    |
| ----------- | ---- | ------- | ------- | ------- |
| Broj ljudi: | 1412 | 1575    | 1789    | 1992    |
| Razlika:    |      | +11,54% | +13,58% | +11,34% |

| Ano:               | 2023 | 2024   |
| ------------------ | ---- | ------ |
| Número de pessoas: | 1973 | 1992   |
| Diferença:         |      | +0,96% |